# Aleš Brožek
Aleš Brožek (* 22. května 1952 Praha) je český knihovník a vexilolog.

## Studium a zaměstnání
Narodil se v Praze do rodiny středoškolských profesorů 22. května 1952.Otec Prof. Jaroslav Brožek byl český odborník v teorii barev, vysokoškolský pedagog, malíř, maminka středoškolská učitelka. Po absolvování základní školy a střední vzdělávací školy v Ústí nad Labem vystudoval Vysokou školu chemicko-technologickou v Praze. Po vojenské službě nastoupil do technického rozvoje podniku Tonaso Neštěmice. V letech 1978–1990 pracoval ve Výzkumném ústavu tukového průmyslu v Ústí nad Labem. V roce 1978 se oženil, s manželkou Hanou má dvě dcery, Hanu (1979) a Zuzanu (1986).V letech 1978 až 1980 si doplnil tří semestrovým dálkovým studiem knihovnické vzdělání. Později absolvoval postgraduální kurz Řízení veřejné knihovny organizovaný Ústavem informačních studií a knihovnictví v Praze.

## Knihovnictví a informatika
Od roku 1990 do r. 2017 byl ředitelem Severočeské vědecké knihovny v Ústí nad Labem. Zabývá se problematikou databází využitelných v knihovnách a knihovnických webových stránek.Od roku 2000 je předsedou hodnotící komise soutěže Biblioweb. Publikuje v odborné knihovnické literatuře , s řadou odborných příspěvků vystupuje na knihovnických konferencích v tuzemsku i v zahraničí (Budapešť 1996, Washington 1998). Je členem Svazu knihovníků a informačních pracovníků, Ústřední knihovnické rady, předsedou sekce pro akvizici Sdružení knihoven ČR. V ústecké knihovně se významně zasloužil mj. o zavádění automatizace, podílel se na vytvoření lidové části knihovny v ulici Winstona Churchilla, vybudování přístavby k budově 2 v ulici Velká Hradební či zavedení nových oddělení knihovny. Jeho starší bratr Ivo Brožek (1951-2018) pracoval též v oboru knihovnictví.

## Vexilologie
Patří mezi uznávané odborníky ve vexilologii, tímto oborem se aktivně zabývá přes čtyřicet let. V roce 1972 založil s Ludvíkem Muchou při Obvodním kulturním domě v Praze 3 Vexilologický klub. Jako člen Podvýboru pro heraldiku a vexilologii Parlamentu České republiky se účastnil schvalování městských a obecních vlajek, z nichž sám několik navrhl (např. vlajku Litvínova nebo Dolní Poustevny). Zasloužil se o to, že dnes známe jméno a podobu autora československé (české) státní vlajky. V současné době píše knihu o její historii.
Žije v Praze. Věnuje se doplňování hesel ve Slovníků českých knihovníků.Působí jako odborný lektor pro digitalizaci v knihovnách.

## Vyznamenání
- Vexillon (Mezinárodní federace vexilologických asociací, Flag Society of Australia, 1997)[14]
- Medaile Z. V. Tobolky (Sdružení knihoven ČR, 2003)[15]
- Fellows of the Federation (Fédération internationale des associations vexillologiques, 2009)[16]